# André Ooijer
André Antonius Maria Ooijer (* 11. Juli 1974 in Amsterdam) ist ein ehemaliger niederländischer Fußballspieler und heutiger -trainer. Er war langjähriger Spieler bei PSV Eindhoven und niederländischer Nationalspieler.

## Karriere

### Verein
Ooijer begann als Kind bei kleineren Amsterdamer Vereinen, bevor er 1986 von den Scouts des AFC Ajax entdeckt wurde. Nach der Jugend tat er sich jedoch schwer mit dem Umstieg auf die erste Mannschaft und wurde deshalb 1994 an Ligakonkurrent FC Volendam ausgeliehen. Dort gab er am 28. August 1994 sein Debüt in der Eredivisie. Beim 3:0-Sieg gegen Go Ahead Eagles erhielt er als linker Verteidiger auch gleich seine erste Gelbe Karte. Drei Wochen später erzielte er gegen den SC Heerenveen sein erstes von vier Saisontoren für Volendam. Gegen seinen Heimatverein stand er im Dezember 1994 erstmals auf der rechten Verteidigerposition – gegen die linke Ajax-Flanke mit Marc Overmars, Clarence Seedorf und Frank de Boer. Nach vier Minuten waren bereits drei Treffer zum 1:2 gefallen, noch vor der Halbzeit sorgte ein Tor Ooijers für den 2:2-Endstand. Er hatte sich in Volendam ohne Probleme integriert und war die gesamte Saison als Stammspieler in der Abwehr im Einsatz. 
Zur folgenden Spielzeit wechselte Ooijer zu Roda Kerkrade, dem Überraschungszweiten der Saison 1994/95, nach Kerkrade. Unter Trainer Huub Stevens gab er hier neben Marco van Hoogdalem, Johan de Kock und Roda-Legende Ger Senden im August 1995 sein Debüt in der Abwehr. Doch es dauerte einige Zeit, bis Ooijer, der für Stevens’ Vorstellung von einem Verteidiger zu sehr nach Ballbesitz und Spielaufbau strebte, sich durchsetzte. Erst ab Oktober 1995 setzte Stevens ihn regelmäßig ein. Am 31. Oktober 1995 machte er im Zweitrunden-Rückspiel des UEFA-Pokals gegen Benfica Lissabon sein erstes internationales Pflichtspiel. Er avancierte in zwei Jahren unter Stevens und dessen Nachfolger Martin Jol zu einem der besten Spieler im Roda-Team. Dabei verlagerte sich nach dem Trainerwechsel seine Position vom Verteidiger ins (meist rechte) Mittelfeld. Unter Jol gewann die Mannschaft 1997 den KNVB-Pokal.
In der Winterpause 1997/98 holte dann Spitzenclub PSV Eindhoven den Defensivallrounder als Ersatz für einen ausgefallenen Spieler nach Eindhoven. Seitdem war er fester Bestandteil der Mannschaft und hatte in den folgenden Jahren Anteil an den PSV-Erfolgen (fünf Meisterschaften, drei Vizemeisterschaften, ein Pokalsieg, Champions-League-Teilnahmen). 
2006 wechselte Ooijer nach England zu den Blackburn Rovers in die Premier League, wo er sich unter Trainer Mark Hughes in der Innenverteidigung gegen Rückkehrer Stéphane Henchoz durchsetzte, später aber auch einige Spiele auf Rechts neben dem Schweizer spielte. Am 20. Januar 2007 zog Ooijer sich im Spiel gegen Manchester City einen Wadenbeinbruch und Sehnenrisse am Knöchel zu und musste den Rest der Saison pausieren. Nach seiner Rückkehr in der Saison 2007/08 setzte Hughes wieder sein Vertrauen in den Niederländer, der nun meist als rechter Verteidiger spielte. Auch unter Hughes’ Nachfolgern Paul Ince und Sam Allardyce blieb Ooijer in der Saison 2008/09 Stammspieler, kam in dieser Spielzeit sogar auf 32 Ligaeinsätze. Im Spiel beim FC Everton erzielte er am 16. August 2008 seinen ersten Treffer in der Premier League; es war der Siegtreffer zum 3:2 in der 90. Spielminute. Auch sein zweites und letztes Tor in England brachte Blackburn zwei zusätzliche Punkte; er erzielte es zum 2:1 gegen Tottenham Hotspur wiederum kurz vor dem Schlusspfiff.
Zur Saison 2009/10 kehrte er zur PSV zurück. Trainer Fred Rutten, der auf der rechten Seite auf den Bulgaren Stanislaw Manolew setzte, stellte Ooijer wieder in die Innenverteidigung; hier spielte er neben Francisco Rodríguez und machte insgesamt 25 Ligaspiele. Sein Vertrag, der zum Saisonende auslief, wurde jedoch nicht verlängert.
Im August 2010 wechselte er zu seinem Jugendverein AFC Ajax, für den er am 21. August 2010 gegen Roda Kerkrade sein Debüt in der Eredivisie gab. Bis März 2012 kam der Ergänzungsspieler 21-mal für Ajax zum Einsatz; am 13. März 2012 gab er bekannt, dass er seinen Vertrag nicht verlängern, sondern seine Karriere mit fast 38 Jahren zum Saisonende beenden wolle.

### Nationalmannschaft
Obwohl André Ooijer bereits für die Weltmeisterschaft 1998 für das Aufgebot der niederländischen Nationalmannschaft nominiert worden war, kam sein erster Einsatz erst am 5. Juni 1999 in einem Freundschaftsspiel. In den folgenden Jahren kam er nur zu gelegentlichen Einsätzen und war auch bei keinem großen Turnier mit dabei. Erst vor der Fußball-Weltmeisterschaft 2006 geriet er wieder ins Blickfeld und wurde von Trainer Marco van Basten in das WM-Aufgebot der Niederlande aufgenommen. Er war in Deutschland neben Torhüter Edwin van der Sar der einzige Spieler, der alle Spiele der WM vom Anstoß bis zum Schlusspfiff auf dem Platz erlebte. Auch bei der EM 2008 gehörte er zum Kader der Elftal. Dabei kam er zu drei Einsätzen. Am 27. Mai 2010 berief ihn Bondscoach Bert van Marwijk erneut in das Aufgebot für die Weltmeisterschaft in Südafrika. Bei der WM stand er im Viertelfinalspiel gegen Brasilien in der Startelf für den verletzten Joris Mathijsen. Dies war sein letzter Auftritt für die niederländische Nationalmannschaft.

## Titel und Erfolge
- Niederländischer Meister: 2000, 2001, 2003, 2005, 2006 (PSV Eindhoven), 2011 (Ajax Amsterdam)
- Niederländischer Pokalsieger: 2005 (PSV Eindhoven)
- Niederländischer Supercup: 2000, 2001, 2003 (PSV Eindhoven)

## Nach der aktiven Karriere
Nachdem Ooijer seine Karriere beendet hatte, kehrte er zur PSV Eindhoven zurück und war ab 2013 Co-Trainer der U19, was er bis zum Ende der Saison 2019/20 blieb. In dieser Zeit arbeitete er unter anderem mit seinen früheren Nationalmannschaftskollegen Ruud van Nistelrooy und Mark van Bommel zusammen. Zwischen 2020 und 2023 war er Co-Trainer der Profimannschaft.

## Privates
Seit Oktober 2009 sind Ooijer und seine Frau Joyce, Tochter des Altinternationalen Willy van de Kerkhof, Eltern einer Tochter.